# Nandi

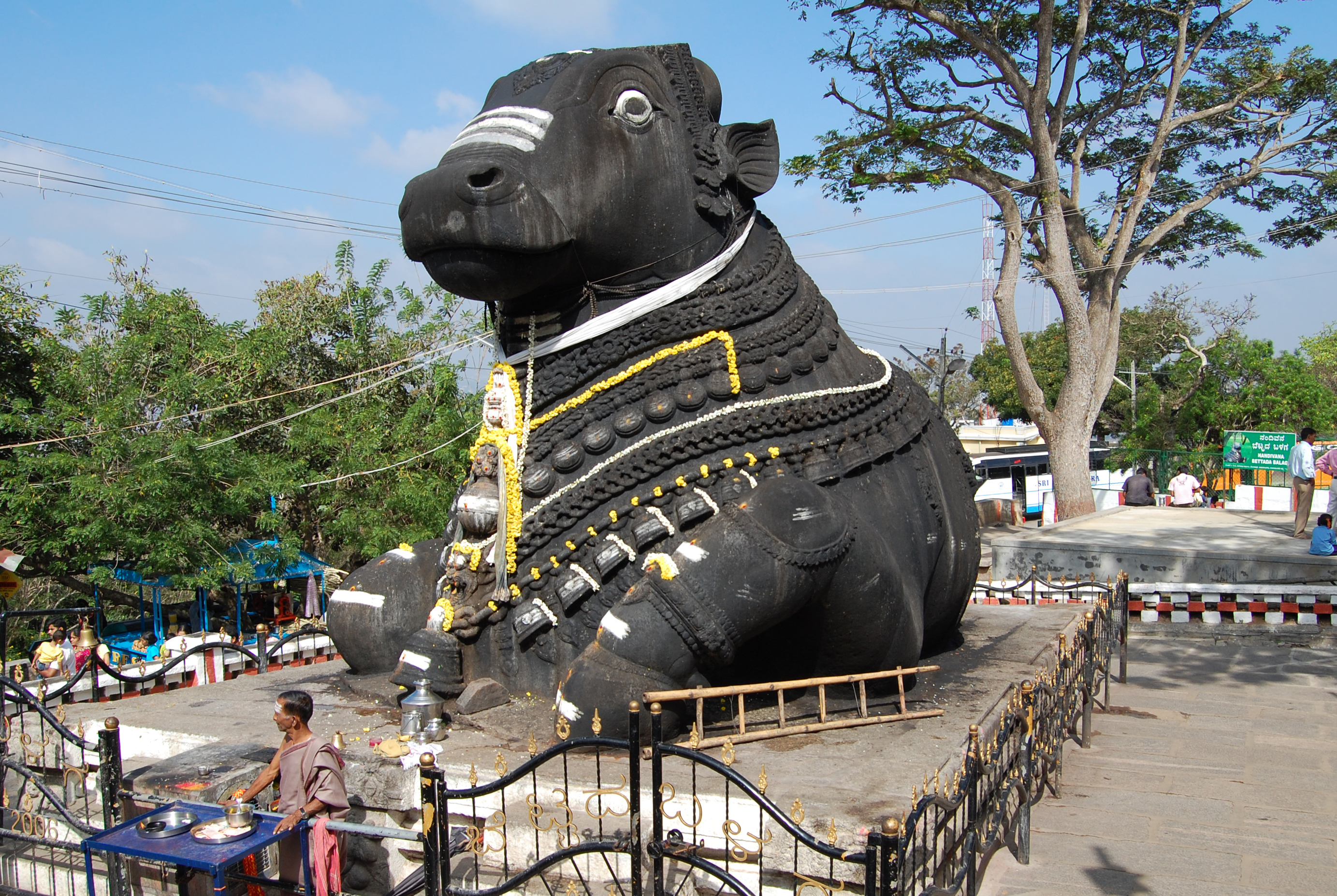
Nandi em Mysore, Karnataka

Nandi (em sânscrito:  नन्दि, em tâmil:  நந்தி, em canarês:  ನಂದಿ, em telugo:  న౦ది) é o touro que serve de montaria (sânscrito: Vahana) do deus Shiva e também de guardião de Shiva e Parvati. Foi absorvido no hinduísmo como o companheiro constante de Shiva, de quem é montada, camarista e músico. Shiva usa na testa o emblema de Nandi, a lua crescente. Também no hinduísmo acredita-se que Nandi seria o guru de 18 mestres, incluindo Patânjali.